# Карбенові йони
Карбеновий аніон-радикал — Хімічна частинка R2C:˙– з трьома незв'язуючими електронами, формально утворена приєднанням електрона до карбену.
Карбеновий катіон-радикал — хімічна частинка R2C˙+ з одним незв'язуючим електроном, формально утворена відніманням електрона від карбену. Пр., метилійіл H2C˙+.